# War Emergency Workers National Committee
Das War Emergency Workers National Committee war ein Komitee, in dem sich während des Ersten Weltkrieges 1914–1920 die verschiedenen Organisationen der britischen Arbeiterbewegung koordinierten. Sowohl Gewerkschaften als auch die Labour Party waren vertreten, ebenso die verschiedenen Flügel der Bewegung.

## Aufgaben und Geschichte
Das Komitee wurde am 5. August 1914 von den Spitzen der Labour Party und den Gewerkschaften ins Leben gerufen. Es diente zur Bewältigung der ökonomischen Umwälzungen infolge der Umstellung von Friedens- auf Kriegswirtschaft, eine Veränderung, die den Arbeitsmarkt und damit die Arbeiterbewegung unmittelbar betraf. Gleichzeitig diente das Komitee, in dem die prominentesten Vertreter aller Strömungen der britischen Arbeiterbewegung vertreten waren, als Raum für politische Debatten. Kernfrage war hier der Disput zwischen Kriegsgegnern wie Ramsay MacDonald und unbedingten Kriegsbefürwortern. Hinzu kam eine zahlenmäßig große Mittelgruppe, die zwischen beiden Positionen stand.
Trotz dieser politischen Differenz kam es in Großbritannien nicht zur Spaltung der Arbeiterbewegung wie etwa in Deutschland. Gemeinsame politische Interessen und Kampagnen mögen dazu beigetragen haben – etwa die vom Komitee organisierte Kampagne gegen die Einführung einer allgemeinen Wehrpflicht, die vor dem Weltkrieg in Großbritannien nicht bestand und erst 1916 gegen den Widerstand der Arbeiterbewegung eingeführt wurde. Eine Reaktion der Arbeiterbewegung, vorbereitet ebenfalls im War Emergency Workers’ National Committee, war die Kampagne "Conscription of Riches" (Einziehung der Reichtümer) mit der Forderung nach Besteuerung hoher Vermögen (Vermögensteuer) zur Finanzierung der Kriegskosten.
Die Erfahrungen des Krieges führten letztlich zum widersprüchlichen Ergebnis, dass sich die britische Arbeiterbewegung einerseits mit Einführung der berühmten "Clause 4" erstmals zum Sozialismus als politischem Ziel bekannte – gleichzeitig aber das bestehende politische System Großbritanniens als Basis dieser angestrebten Veränderung akzeptierte.